# Ǵ
Ǵ, ǵ – litera występująca w języku kazachskim, w  którym jest odpowiednikiem litery Ғ. Oznacza zmiękczone lub gardłowe G. Używana jest także w transliteracji macedońskiej litery Ѓ na alfabet łaciński.